# Cheese (álbum)
Cheese es el álbum debut del músico belga Stromae, lanzado el 14 de junio de 2010. Las canciones «Bienvenue chez moi», «House'llelujah», «Rail de Musique», «Peace or Violence», «Te Quiero» y «Silence» fueron lanzadas como sencillos promocionales del álbum, solo Rail de Musique» y «Bienvenue Chez Moi» no llegaron a posicionarse en las listas de éxitos musicales. Cuenta con tres sencillos oficiales, incluido el éxito «Alors on danse», «Te Quiero» y «House'llelujah».

## Personal
Voz principal, programación
- Stromae

Gestión
- Dimitri Borrey

Masterizado por
- Pieter Wagter "Equus"

Producción
- Mosaert - productor
- Lion Hell Capouillez - mezcla
- Vince Lattuca  - mezcla
- Dati Bendo - obras de arte
- Guillaume Mortier -  obras de arte
- Luc Junior Tam -  obras de arte
- Romain Biharz -  obras de arte
- Dati Bendo - fotografía

## Listas
| Lista (2010)                    | Mejor posición |
| ------------------------------- | -------------- |
| Austria (Ö3 Austria)            | 33             |
| Bélgica (Ultratop flamenca)     | 7              |
| Bélgica (Ultratop valona)       | 1              |
| Canadian Albums Chart           | 58             |
| Alemania (Media Control Charts) | 29             |
| Grecia (IFPI)                   | 4              |
| Suiza (Schweizer Hitparade)     | 18             |

| Lista (2014)   | Mejor posición |
| -------------- | -------------- |
| Francia (SNEP) | 6              |

| Lista (2022)                 | Mejor posición |
| ---------------------------- | -------------- |
| Países Bajos (Album Top 100) | 69             |

## Certificaciones
| País                  | Certificación | Ventas  |
| --------------------- | ------------- | ------- |
| Canadá (Music Canada) | Oro           | 40 000  |
| Francia (SNEP)        | Oro           | 260,000 |

## Lista de canciones
| Cheese |                      |          |  |
| N.º    | Título               | Duración |  |
| 1.     | «Bienvenue chez moi» | 2:55     |  |
| 2.     | «Te Quiero»          | 3:23     |  |
| 3.     | «Peace or Violence»  | 3:08     |  |
| 4.     | «Rail de musique»    | 4:08     |  |
| 5.     | «Alors on danse»     | 3:26     |  |
| 6.     | «Summertime»         | 3:04     |  |
| 7.     | «Dodo»               | 3:58     |  |
| 8.     | «Silence»            | 4:40     |  |
| 9.     | «Je Cours»           | 3:15     |  |
| 10.    | «House'llelujah»     | 3:59     |  |
| 11.    | «Cheese»             | 3:02     |  |
| 41:51  |                      |          |  |